# Куракино (Великолукский район)
Кура́кино — деревня в Великолукском районе Псковской области России. Входит в состав Лычёвской волости.

## География
Расположена в центре района к юго-востоку от Великих Лук.

## Население
| 2001 | 2002 | 2010 |
| ---- | ---- | ---- |
| 130  | ↘123 | ↗153 |

Численность населения деревни по состоянию на начало 2010 года 153 жителя.

## История
В деревне родился и жил самый пожилой Герой Советского Союза Матвей Кузьмич Кузьмин (1858—1942). М. К. Кузьмин прославился тем, что в годы ВОВ вывел батальон немецкой 1-й горнострелковой дивизии на засаду 31-й отдельной курсантской стрелковой бригады, пожертвовав своей жизнью.